# Perumbaikad
Perumbaikad là một thị trấn thống kê (census town) của quận Kottayam thuộc bang Kerala, Ấn Độ.

## Nhân khẩu
Theo điều tra dân số năm 2001 của Ấn Độ, Perumbaikad có dân số 42.984 người. Phái nam chiếm 49% tổng số dân và phái nữ chiếm 51%. Perumbaikad có tỷ lệ 86% biết đọc biết viết, cao hơn tỷ lệ trung bình toàn quốc là 59,5%: tỷ lệ cho phái nam là 87%, và tỷ lệ cho phái nữ là 86%. Tại Perumbaikad, 11% dân số nhỏ hơn 6 tuổi.